# فرانکنشتاین (فیلم ۱۹۳۱)
فرانکشتاین (به انگلیسی: Frankenstein) فیلمی در ژانر ترسناک و علمی-تخیلی به مدت ۷۱ دقیقه به کارگردانی جیمز ویل و تهیه کنندگی کارل لملی و با بازی بوریس کارلوف و کالین کلایو و می کلارک محصول سال ۱۹۳۱ ایالات متحده آمریکا است. این فیلم اقتباسی از رمان فرانکنشتاین نوشته مری شلی می‌باشد. در سال ۱۹۹۱ کتابخانه ملی کنگره آمریکا این فیلم را به دلیل اثر قابل توجه تاریخی، فرهنگی در فهرست فهرست ملی ثبت فیلم به ثبت رسانید.

## خلاصه داستان
دانشمند جوانی به نام «دکتر هنری فرانکنستاین» (کلایو) مشغول آزمایش‌هایی برای حیات بخشیدن به مردگان است. او تحقیقاتش را با استفاده از اجسادی که با کمک دستیار گوژپشتش، «فریتس» (فرای) از گورستان‌ها می‌رباید، به انجام می‌رساند…